# Медма
Медма (на старогръцки: Μέδμη o Μέδμα o Μέσμα; Medma, Mesma) е древен гръцки град на западния бряг на Южна Италия в Магна Греция, Брутиум, днешна Калабрия. Днес там се намира Розарно в провинция Реджо Калабрия.
Градът е основан през началото на 6 век пр.н.е. като колония на Локри (Locri Epizefiri). През 500 пр.н.е. градът се бие заедно със своя град-майка и Хипонион успешно против Кротон, през 422 пр.н.е. против Локри. Тиранът Дионисий I от Сиракуза изселва насила през 396 пр.н.е. една част от жителите в Месана.
От Медма вероятно произлиза философът Филип Опунтски от 4 век пр.н.е.